# Floriane Bascou
Floriane Bascou (Le Lamentin, Martinica; 10 de enero de 2002 es una modelo francesa, designada por Francia como su representante para el certamen de Miss Universo 2022.

## Biografía
Floriane Bascou nació en la ciudad de Le Lamentin, en la región y departamento de ultramar de Francia. Se graduó con un bachillerato científico en ciencias de la vida y de la tierra. Floriane estudia el preuniversitario de salud con opción de derecho y aspira a convertirse en ortodoncista en el futuro.
Floriane es también hermana del medallista olímpico Dimitri Bascou, bronce en Río 2016.

## Carrera de belleza
El 24 de octubre de 2021, Floriane fue elegida Miss Martinica frente a otras ocho candidatas en Fort-de-France y sucedió a Séphorah Azur.
Como Miss Martinica, Floriane representó a la región insular en el concurso de Miss Francia 2022, celebrado el 11 de diciembre de 2021 en el Zenith de Caen (Normandía). Durante la elección, clasificó en el Top 15, luego en el Top 5 y finalmente quedó como primera finalista.
Después de que Diane Leyre decidiera no participar en un certamen internacional, la organización de Miss Francia confirmó el 11 de octubre de 2022 que había designado a Bascou para representar a Francia en el certamen de Miss Universo 2022, en enero de 2023 en la ciudad de Nueva Orleans (Estados Unidos). Ha sido la primera Miss Martinica que representa a Francia en el concurso de Miss Universo.